# مروان الأكحلي
مروان الاكحلي مدرب الفريق الأول لكرة القدم في نادي الصقر الرياضي الثقافي. تدرج في الفئات العمرية بالنادي كلاعب بجميع الفئات السنية ووصل إلى الفريق الأول في موسم 1995/1996 في عهد المدرب العراقي هاتف شمران.